# Sigimbal
Sigimbal is een bestuurslaag in het regentschap Padang Lawas Utara van de provincie Noord-Sumatra, Indonesië. Sigimbal telt 128 inwoners (volkstelling 2010).